# Gaeumannomyces medullaris
Gaeumannomyces medullaris är en svampart som beskrevs av Kohlm., Volkm.-Kohlm. & O.E. Erikss. 1995. Gaeumannomyces medullaris ingår i släktet Gaeumannomyces och familjen Magnaporthaceae.   Inga underarter finns listade i Catalogue of Life.